# 燈籠洲

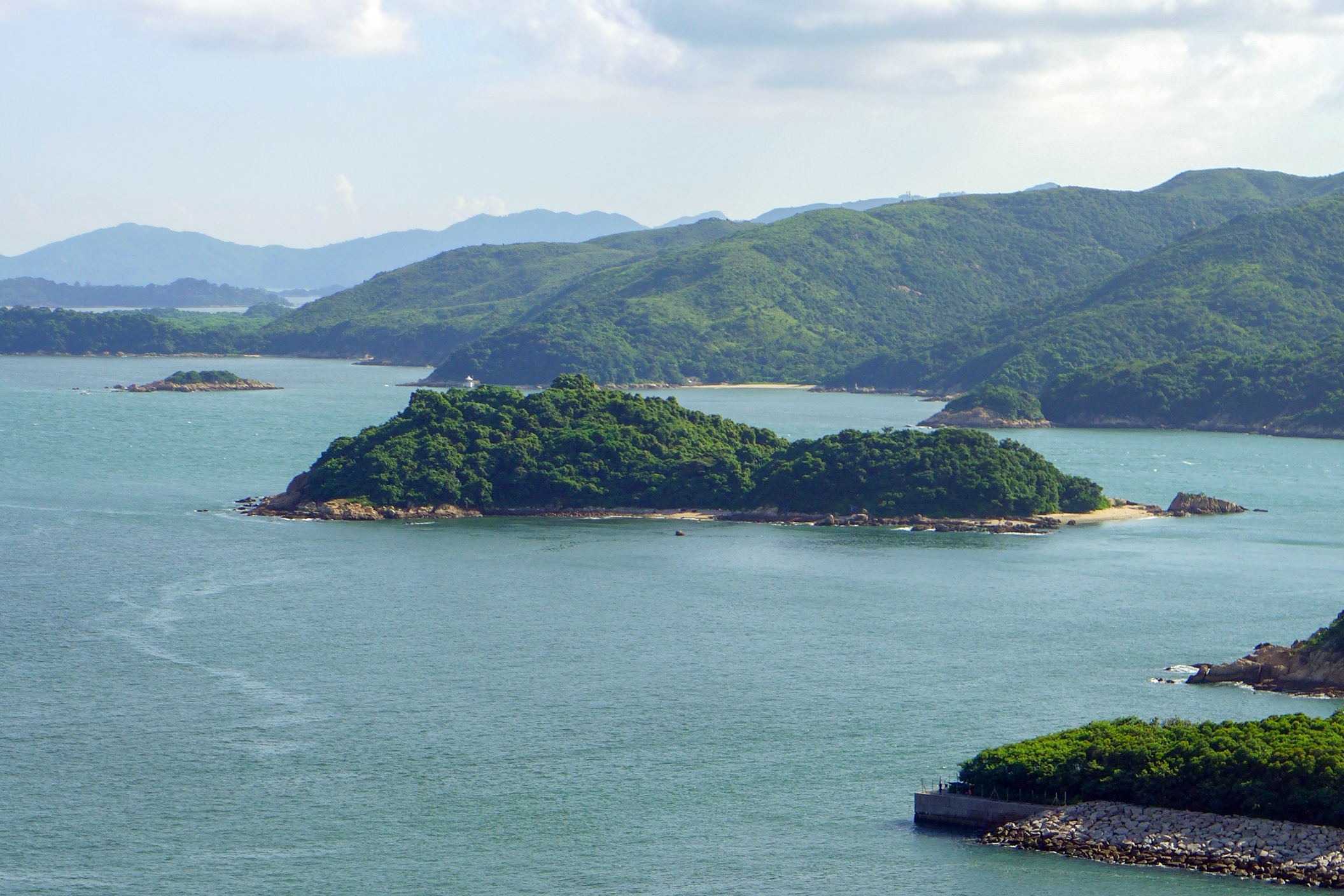
從青馬大橋向東南方眺望燈籠洲，島上白色建築物為燈籠洲燈塔。

燈籠洲（英語：Tang Lung Chau）是位於香港馬灣以南小島，地區行政上屬於荃灣區。
島上有燈籠洲燈塔，為香港法定古蹟。

## 站外鏈結
- Google Maps上的燈籠洲衛星圖片